# Chủ nghĩa cộng đồng

Chủ nghĩa cộng đồng (communitarianism) là một loạt các học thuyết triết học khác nhau mang tính chất thiên tả hoặc là thuộc cánh chính trị trung hữu mà bắt đầu từ cuối thế kỷ 20 nhưng đều có điểm chung là phản đối chủ nghĩa cá nhân cực đoan và các hình thức triết học khác của chủ nghĩa này; đồng thời ủng hộ một xã hội văn minh và nhân bản. Chủ nghĩa cộng đồng thường phải đối lập gay gắt với chủ nghĩa tự do xã hội hay thậm chí cả chủ nghĩa dân chủ xã hội, chuyển trọng tâm của mối quan tâm rời khỏi các cá nhân sang thành cộng đồng và xã hội. Giữa cá nhân và cộng đồng đâu là ưu tiên hơn trong chủ nghĩa này sẽ dẫn đến các câu trả lời khác nhau cho các vấn đề đạo đức như phá thai, đa văn hoá, đói nghèo v.v.
Trong số các triết gia đương đại phát triển khái niệm này có Giáo sư Michael Walzer của Đại học Princeton. Ngoài ra cũng phải kể đến GS Charles Taylor từ Canada, GS Michael Sandel và GS Robert Putnam từ Đại học Harvard, Amitai Etzioni, Robert N. Bellah, Alasdair MacIntyre, Jacek Kurczewski từ Ba Lan và cả Lý Quang Diệu của Singapore. Về mặt học thuật có thể xếp thuyết này vào nhóm các nghiên cứu xoay quanh khái niệm cộng đồng (community), có thể nhỏ như mối quan hệ hàng xóm láng giềng, làng xã, cho đến vùng miền hay ở mức to hơn là cả quốc gia.

## Mô hình Singapore
Ở châu Á có Lý Quang Diệu cũng theo đuổi chủ thuyết chủ nghĩa cộng đồng khi xây dựng đảng Nhân dân hành động vào năm 1959, bên cạnh các tư tưởng dân tộc. Xã hội Singapore nhấn mạnh tới trách nhiệm của mỗi cá nhân đối với cộng đồng, hơn là quyền của chính phủ đối với cá nhân đó. Điểm khác biệt giữa chủ thuyết này với chủ nghĩa cộng sản là ở chỗ nó không lấy mô hình kinh tế làm cơ sở, mà là một kết cấu chính trị xã hội, lấy quyền lợi quốc gia làm trọng tâm. Cũng cần nói thêm là trong bối cảnh Singapore thì cộng đồng cũng chính là quốc gia và dân tộc (nation), nhờ dân số nhỏ, điều kiện địa lý tập trung, và tập trung được nhóm dân tộc đa số người gốc Hoa. Vì đặc tính chính của chủ nghĩa cộng đồng là phản lại chủ nghĩa cá nhân cho nên rất dễ hòa trộn với những hệ tư tưởng mang tính tập thể (collectivism) như Nho giáo. Hệ tư tưởng của Lý Quang Diệu đã ảnh hưởng sâu rộng đến chính sách của nhà nước và thay đổi tập quán sống của xã hội, ví dụ như chương trình phát triển nhà trong thập niên 1960 giúp xây nhà cho 80% dân số hiện tại của Singapore.

## Mô hìnhĐệ nhất Việt Nam Cộng hòaở miền Nam Việt Nam (1954-1963)
Đảng Cần lao Nhân vị